# Journal of Communication Disorders
Journal of Communication Disorders is een internationaal, aan collegiale toetsing onderworpen wetenschappelijk tijdschrift op het gebied van de audiologie, logopedie en revalidatie. De naam wordt in literatuurverwijzingen meestal afgekort tot J. Comm. Disord. Het wordt uitgegeven door Elsevier en verschijnt tweemaandelijks.